# 24 décembre 1914

## Naissances
- Imanol Berriatua (mort le 15 septembre 1981), écrivain, prêtre et académicien basque espagnol de langue basque
- Noël Berrier (mort le 18 décembre 1986), homme politique français
- Jean-Louis Vigier (mort le 8 octobre 1992), homme politique français
- Herbert Reinecker (mort le 27 janvier 2007), écrivain, journaliste et prolifique scénariste allemand
- Noël Perrotot (mort en 1971), militaire et résistant français, commandant le groupement nord des maquis de l'Ain
- Maria Szurek-Wisti (mort le 8 août 1980), enseignante spécialiste de langue et littérature polonaise

## Décès
- John Muir (né le 21 avril 1838), écrivain américain

## Autres événements
- Sortie américaine du film The Last of the Line